# Азилия Банкс
Азилия Аманда Банкс (на английски: Azealia Amanda Banks) e американска рапърка, певица, актриса и авторка на текстове.

## Биография
Родена е на 31 май 1991 г. в квартала Харлем, Ню Йорк. Тя е бисексуална. На двегодишна възраст губи баща си, който умира от рак на панкреаса. Майка ѝ сама отглежда нея и сестрите ѝ.

## Кариера
През февруари 2009 г. под псевдонима Miss Bank$ чрез Myspace профила си издава две песни – Seventeen и Gimme A Chance. После подписва договор с Екс Ел Рекордингс и работи с продуцента Ричард Ръсел. На 6 декември 2011 г. Банкс издава дебютния си сингъл – 212. На 28 май 2012 г. издава EP-то „1991“. Азилия Банкс има алтер его на име Йънг Рапунцел (Yung Rapunxel),Азилия която участва в песента „212“.

## Дискография

### Албуми
- Broke with Expensive Taste (2013)[11]

### Миксирали ленти
- Fantasea

### EP-та
- 1991 (2012)

### Сингли
- „212“ (2012)
- Liquorice (2012)
- Yung Rapunxel[12] (2013)
- ATM Jam (с участието на Фаръл) (2013)